# Berberis guizhouensis
Berberis guizhouensis är en berberisväxtart som beskrevs av T. S. Ying. Berberis guizhouensis ingår i släktet berberisar, och familjen berberisväxter. Inga underarter finns listade i Catalogue of Life.